# Wołodymyr Fesenko
Wołodymyr Fesenko (ukr. Володимир В'ячеславович Фесенко, ur. 8 listopada 1958 w Łozowej w obwodzie charkowskim) – ukraiński politolog, dyrektor Centrum Stosowanych Badań Politycznych „Penta” w Kijowie.
W latach 1993–1999 koordynator programu „Społeczeństwo obywatelskie” w charkowskim oddziale Międzynarodowej Fundacji Odrodzenia. W okresie 1999–2001 wykładowca na wydziale socjologii Uniwersytetu Państwowego w Charkowie. Jest członkiem Rady Obywatelskiej przy Ministrze Spraw Zagranicznych Ukrainy.